# Elymnias alfredi
Elymnias alfredi är en fjärilsart som beskrevs av Hans Fruhstorfer 1907. Elymnias alfredi ingår i släktet Elymnias och familjen praktfjärilar. Inga underarter finns listade i Catalogue of Life.